# Lambda Ursae Minoris
Lambda Ursae Minoris (λ UMi) è una stella della costellazione dell'Orsa Minore, di magnitudine apparente +6,35. Attualmente dista meno di 1 grado dal polo nord celeste.
Dista 880 anni luce dal Sole.

## Osservazione
Si tratta di una stella dell'emisfero boreale. Avendo una declinazione fortemente boreale, questa stella può essere vista solo dall'omonimo emisfero, e con molta difficoltà già dall'equatore: la sua magnitudine, di circa +6,35, permette di scorgerla solo sotto un cielo completamente buio e senza Luna.

## Caratteristiche
Situata a circa 880 anni luce dalla Terra, Lambda Ursae Minoris è una gigante rossa di classe spettrale M1 III con una temperatura superficiale di circa 3800 K, un raggio pari a 57 raggi solari e una massa pari al doppio di quella del Sole; la luminosità è 600 volte superiore a quella della nostra stella.
È classificata come variabile semiregolare pulsante, la cui luminosità varia di circa 0,10 magnitudini.
Circa 200 anni fa, Lambda Ursae Minoris fu la stella polare, perché a causa della precessione degli equinozi a quell'epoca risultava più vicina al polo nord celeste di quanto non sia ora: esso passerà tra Polaris, l'attuale stella polare, e Lambda Ursae Minoris nel 2060.
A 55 secondi d'arco da Lambda Ursae Minoris, si trova una stella di magnitudine 14, della quale si è fatta l'ipotesi che potesse essere una compagna della stella: la distanza tra le due sarebbe di 15.000 UA e il periodo orbitale si aggirerebbe sul milione di anni.